# WASP-23
WASP-23 — одиночная звезда в созвездии Кормы на расстоянии приблизительно 750 световых лет (около 210 парсеков) от Солнца. Вокруг звезды обращается, как минимум, одна планета.

## Характеристики
WASP-23 — оранжевый карлик спектрального класса K1V. Видимая звёздная величина звезды — +12,7m. Масса — около 0,78 солнечной, радиус — около 0,765 солнечного. Эффективная температура — около 5150 K.

## Планетная система
В 2010 году у звезды обнаружена планета (WASP-23 b).